# Eberhard Mehl
Eberhard Mehl (n. 20 aprilie 1935, Köln, Germania Nazistă – d. 29 martie 2002, Koblenz, Germania) a fost un scrimer german, medaliat olimpic. A participat la 2 ediții ale Jocurilor Olimpice (1960, 1964) în care a câștigat o medalie de bronz.